# Þorvarðar þáttr krákunefs
Þorvarðar þáttr krákunefs es una historia corta islandesa (þáttr) que trata sobre un islandés que lleva consigo un generoso regalo a un rey escandinavo, en una trama similar a Auðunar þáttr vestfirska pero el papel de los personajes se concibió de forma distinta y la narrativa no es tan precisa.